# یواس‌اس د هون (دی‌دی-۴۶۹)
یواس‌اس د هون (دی‌دی-۴۶۹) (به انگلیسی: USS De Haven (DD-469)) یک کشتی بود که طول آن ۳۷۶ فوت ۶ اینچ (۱۱۴٫۷۶ متر) بود. این کشتی در سال ۱۹۴۲ ساخته شد.